# Lauxaniidae
Lauxaniidae là một họ ruồi acalyptrate ruồi. Nó chứa khoảng 1800 loài được mô tả trong 126 chi được phân phối trên toàn thế giới. Đây là những con ruồi thường bay nhỏ (chiều dài 5 mm hoặc ít hơn) với các mắt kép lớn, thường là màu sắc rực rỡ. Nhiều loài có hoa văn ở cánh.
Đa số các loài trong họ này được tìm thấy trong các vùng nhiệt đới của châu Á và châu Mỹ, ngoại trừ khu vực miền nhiệt đới châu Phi nơi ít có loài này. Tính đa dạng loài này giảm mạnh tại các vùng ôn đới. Có gần 180 loài phân bố ở châu Âu. Phần lớn các loài sinh sống trong rừng, ở các khu vực bụi cây thấp, cây, và lá. Chúng ít xuất hiện ở các khu vực đồng cỏ khô hoặc ướt.
Ấu trùng ăn đồ hư thối như lá cây chết, tổ chim.

## Các chi
- Aulogastromyia Hendel, 1925
- Calliopum Strand, 1928
- Camptoprosopella Hendel, 1907
- Cnemacantha Macquart, 1835
- Deceia Malloch, 1923
- Deutominettia Hendel, 1925
- Eusapromyza Malloch, 1923
- Homoneura Wulp, 1891
- Lauxania Latreille, 1804
- Lyciella Collin, 1948
- Luzonomyza Malloch, 1925
- Mallochomyza Hendel, 1925
- Melanomyza Malloch, 1923
- Minettia Robineau-Desvoidy, 1830
- Mycterella Kertész, 1912
- Neodeceia Malloch, 1924
- Neogriphoneura Malloch, 1924
- Oncodometopus Shewell, 1986
- Pachycerina Macquart, 1835
- Pachyopella Shewell, 1986
- Paroecus Becker, 1895
- Peplominettia Szilády, 1943
- Peplomyza Haliday, 1837
- Physegenua Macquart, 1848
- Physoclypeus Hendel, 1907
- Poecilolycia Shewell, 1986
- Poecilominettia Hendel, 1932
- Prosopomyia Loew, 1856
- Pseudocalliope Malloch, 1928
- Sapromyza Fallén, 1810
- Sapromyzosoma Lioy, 1864
- Steganolauxania Frey, 1918
- Tricholauxania Hendel, 1925
- Trigonometopus Macquart, 1835
- Trisapromyza Shewell, 1986
- Trivialia Malloch, 1923
- Trypetisoma Malloch, 1924
- Xeniconeura Shewell, 1986
- Xenochaetina Malloch, 1923
- Xenopterella Malloch, 926

Danh sách này không đầy đủ, bạn cũng có thể giúp mở rộng danh sách.

## Hình ảnh

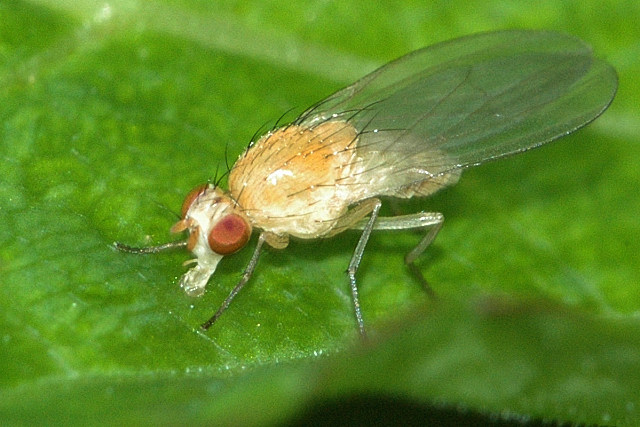
con đực Sapromyzosoma quadricincta
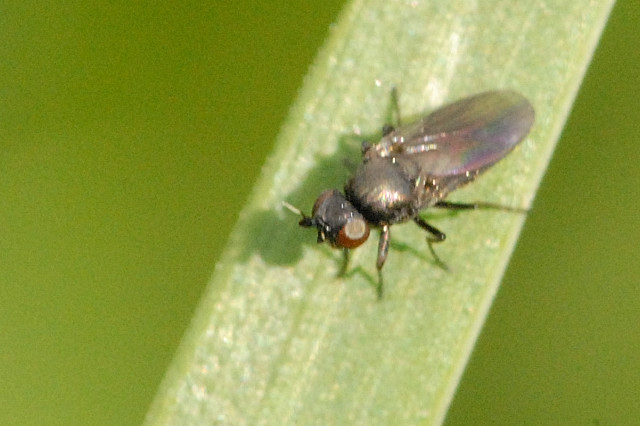
Calliopum simillimum
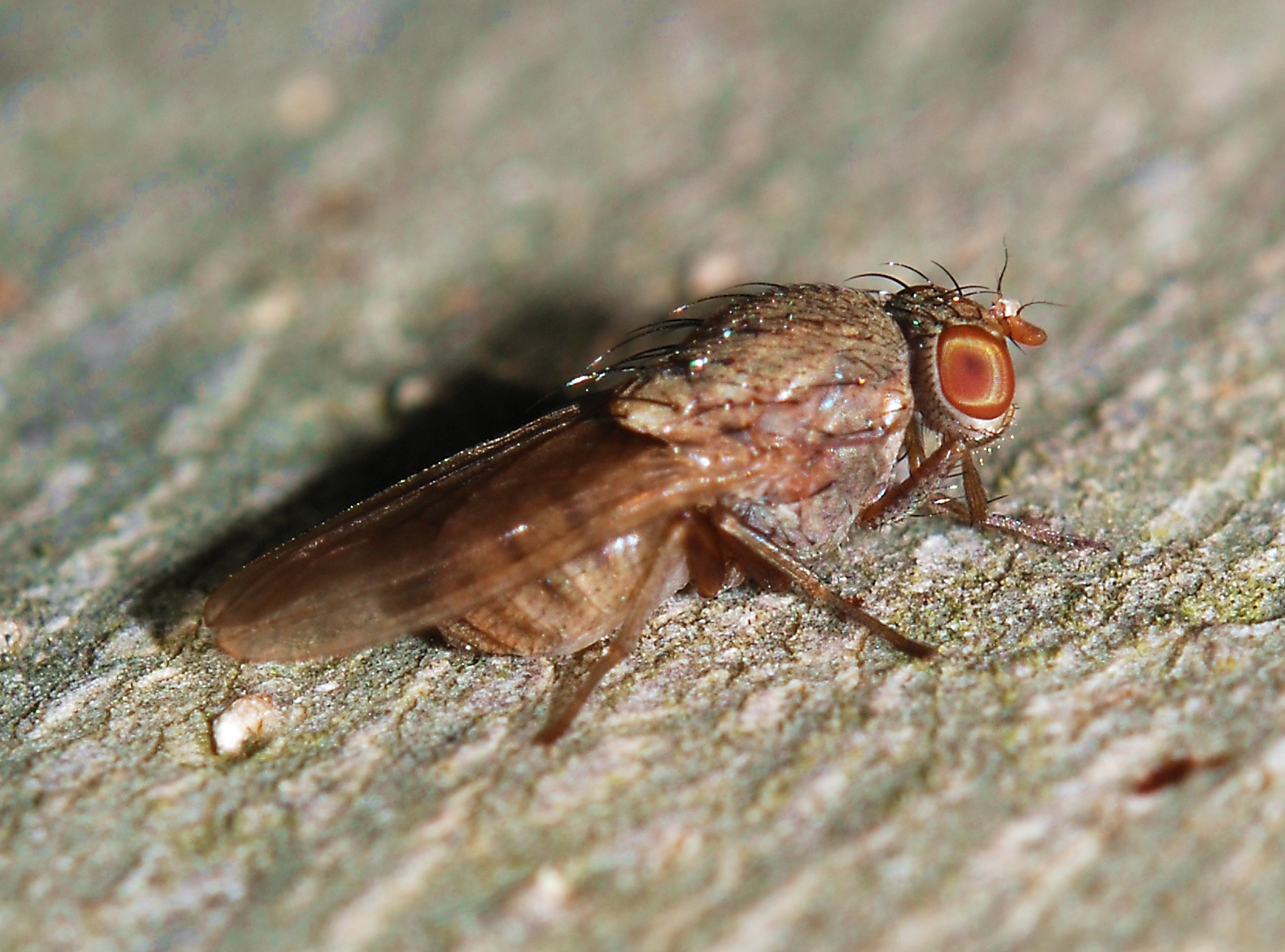
Minettia fasciata
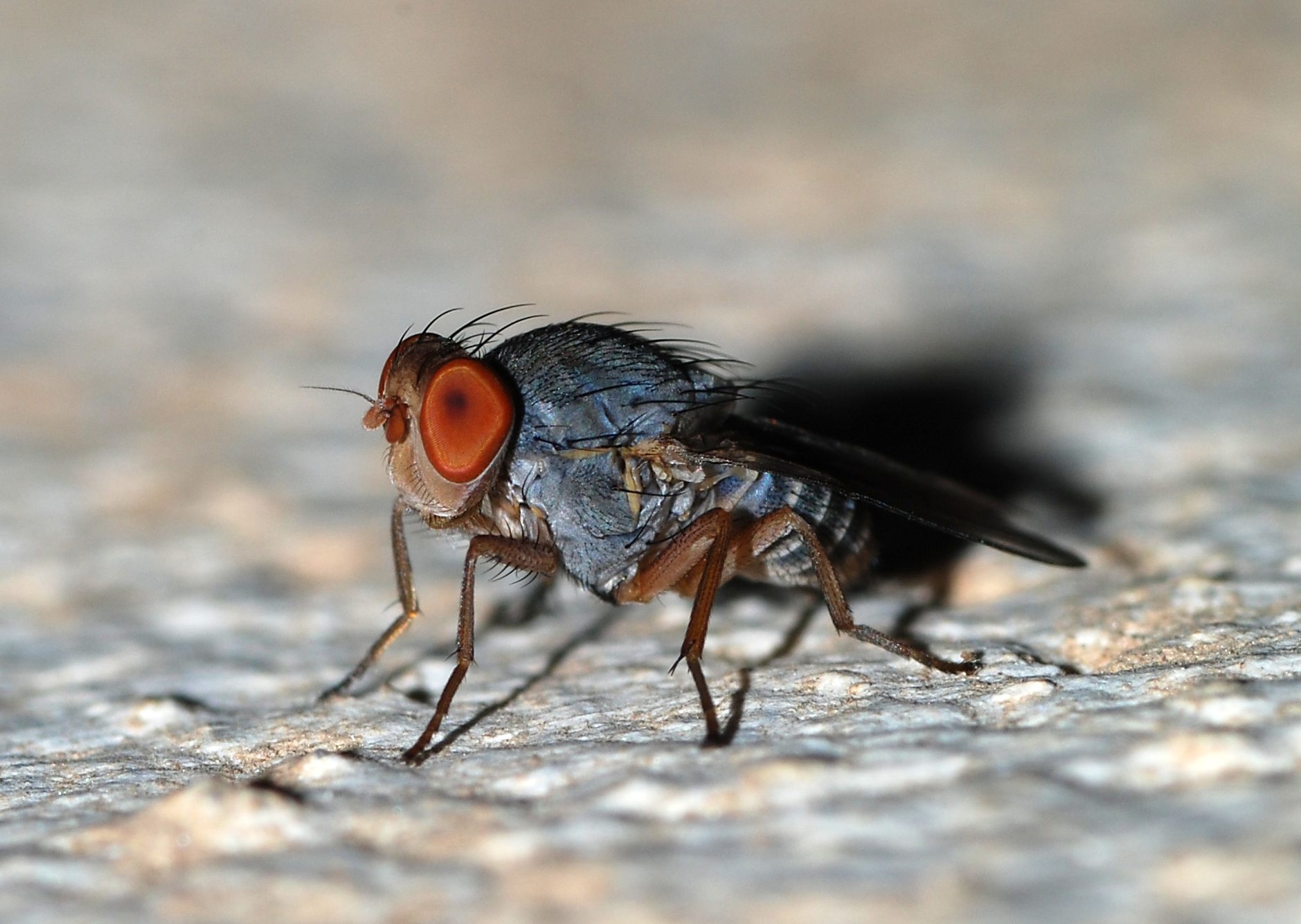
Prosopomyia pallida
- Video: con cái của nhóm Minettia fasciata